# Tsend-Ayuushiin Naranjargal
Tsend-Ayuushiin Naranjargal (en mongol : Цэнд-Аюушын Наранжаргал), née le 27 janvier 1992, est une judokate mongole qui évolue dans la catégorie des moins de 70 kg.
Elle participe à l'épreuve féminine de sa catégorie aux Jeux olympiques d'été de 2016, mais est éliminée au premier combat par la Géorgienne Esther Stam,.

## Palmarès

### Palmarès international
| Année | Compétition         | Lieu        | Résultat | Catégorie      |
| ----- | ------------------- | ----------- | -------- | -------------- |
| 2010  | Jeux asiatiques     | Guangzhou   | 3e       | moins de 70 kg |
| 2011  | Championnats d'Asie | Abou Dabi   | 3e       | moins de 70 kg |
| 2012  | Championnats d'Asie | Tachkent    | 3e       | moins de 70 kg |
| 2013  | Championnats d'Asie | Bangkok     | 2e       | moins de 70 kg |
| 2014  | Jeux asiatiques     | Incheon     | 3e       | moins de 70 kg |
| 2015  | Championnats d'Asie | Koweit City | 1re      | moins de 70 kg |
| 2018  | Jeux asiatiques     | Jakarta     | 3e       | moins de 70 kg |

Dans les compétitions par équipes :
- Championnats du monde de judo 2014 à Tcheliabinsk :